# Osteichthyes
Peștii osoși (Osteichthyes) sunt o supraclasă de pești, apărută din mezozoic, care prezintă caractere de trecere spre amfibieni. Acești pești sunt caracterizați prin coloana vertebrală și craniul complet osos, corpul acoperit cu solzi osoși și coada împărțită în două părți egale (heterocercă). Ochiul peștilor osoși este hipermetrop (nu vede aproape). Sunt un grup extrem de divers și abundent format din peste 29.000 de specii. Peștii osoși sunt împărțiți în două clase taxonomice (Actinopterygii și Sarcopterygii). Exemplu de familie de pești teleosteeni răpitori, osoși, acoperiți cu solzi ctenoizi: Percidae. Din această familie fac parte bibanul, șalăul, ghiborțul și fusarul.

## Filogeneză
|              | † Acanthodii                                                               |
|              |                                                                            |
| Euteleostomi | \| \| Pești osoși (Osteichthyes) \| \| \| \| \| \| (Tetrapoda) \| \| \| \| |
|              | \| \| Pești osoși (Osteichthyes) \| \| \| \| \| \| (Tetrapoda) \| \| \| \| |
|              | Pești osoși (Osteichthyes)                                                 |
|              |                                                                            |
|              | (Tetrapoda)                                                                |
|              |                                                                            |

|  | Pești osoși (Osteichthyes) |
|  |                            |
|  | (Tetrapoda)                |
|  |                            |

|              | † Acanthodii                                                               |
|              |                                                                            |
| Euteleostomi | \| \| Pești osoși (Osteichthyes) \| \| \| \| \| \| (Tetrapoda) \| \| \| \| |
|              | \| \| Pești osoși (Osteichthyes) \| \| \| \| \| \| (Tetrapoda) \| \| \| \| |
|              | Pești osoși (Osteichthyes)                                                 |
|              |                                                                            |
|              | (Tetrapoda)                                                                |
|              |                                                                            |

|  | Pești osoși (Osteichthyes) |
|  |                            |
|  | (Tetrapoda)                |
|  |                            |

|              | † Acanthodii                                                               |
|              |                                                                            |
| Euteleostomi | \| \| Pești osoși (Osteichthyes) \| \| \| \| \| \| (Tetrapoda) \| \| \| \| |
|              | \| \| Pești osoși (Osteichthyes) \| \| \| \| \| \| (Tetrapoda) \| \| \| \| |
|              | Pești osoși (Osteichthyes)                                                 |
|              |                                                                            |
|              | (Tetrapoda)                                                                |
|              |                                                                            |

|  | Pești osoși (Osteichthyes) |
|  |                            |
|  | (Tetrapoda)                |
|  |                            |

|              | † Acanthodii                                                               |
|              |                                                                            |
| Euteleostomi | \| \| Pești osoși (Osteichthyes) \| \| \| \| \| \| (Tetrapoda) \| \| \| \| |
|              | \| \| Pești osoși (Osteichthyes) \| \| \| \| \| \| (Tetrapoda) \| \| \| \| |
|              | Pești osoși (Osteichthyes)                                                 |
|              |                                                                            |
|              | (Tetrapoda)                                                                |
|              |                                                                            |

|  | Pești osoși (Osteichthyes) |
|  |                            |
|  | (Tetrapoda)                |
|  |                            |

## Sistematică
|          | (Coelacanthimorpha) (2 specii)                                      |
|          |                                                                     |
| Choanata | \| \| (Dipnoi) (6 specii) \| \| \| \| \| \| (Tetrapoda) \| \| \| \| |
|          | \| \| (Dipnoi) (6 specii) \| \| \| \| \| \| (Tetrapoda) \| \| \| \| |
|          | (Dipnoi) (6 specii)                                                 |
|          |                                                                     |
|          | (Tetrapoda)                                                         |
|          |                                                                     |

|  | (Dipnoi) (6 specii) |
|  |                     |
|  | (Tetrapoda)         |
|  |                     |

| Halecostomi | \| \| (Amiiformes) (1 specie) \| \| \| \| \| \| (Teleostei) (peste 26.000 specii) \| \| \| \| |
|             | \| \| (Amiiformes) (1 specie) \| \| \| \| \| \| (Teleostei) (peste 26.000 specii) \| \| \| \| |
|             | [ (Semionotiformes) (7 specii)                                                                |
|             |                                                                                               |
|             | (Amiiformes) (1 specie)                                                                       |
|             |                                                                                               |
|             | (Teleostei) (peste 26.000 specii)                                                             |
|             |                                                                                               |

|  | (Amiiformes) (1 specie)           |
|  |                                   |
|  | (Teleostei) (peste 26.000 specii) |
|  |                                   |

| Halecostomi | \| \| (Amiiformes) (1 specie) \| \| \| \| \| \| (Teleostei) (peste 26.000 specii) \| \| \| \| |
|             | \| \| (Amiiformes) (1 specie) \| \| \| \| \| \| (Teleostei) (peste 26.000 specii) \| \| \| \| |
|             | [ (Semionotiformes) (7 specii)                                                                |
|             |                                                                                               |
|             | (Amiiformes) (1 specie)                                                                       |
|             |                                                                                               |
|             | (Teleostei) (peste 26.000 specii)                                                             |
|             |                                                                                               |

|  | (Amiiformes) (1 specie)           |
|  |                                   |
|  | (Teleostei) (peste 26.000 specii) |
|  |                                   |

| Halecostomi | \| \| (Amiiformes) (1 specie) \| \| \| \| \| \| (Teleostei) (peste 26.000 specii) \| \| \| \| |
|             | \| \| (Amiiformes) (1 specie) \| \| \| \| \| \| (Teleostei) (peste 26.000 specii) \| \| \| \| |
|             | [ (Semionotiformes) (7 specii)                                                                |
|             |                                                                                               |
|             | (Amiiformes) (1 specie)                                                                       |
|             |                                                                                               |
|             | (Teleostei) (peste 26.000 specii)                                                             |
|             |                                                                                               |

|  | (Amiiformes) (1 specie)           |
|  |                                   |
|  | (Teleostei) (peste 26.000 specii) |
|  |                                   |

| Halecostomi | \| \| (Amiiformes) (1 specie) \| \| \| \| \| \| (Teleostei) (peste 26.000 specii) \| \| \| \| |
|             | \| \| (Amiiformes) (1 specie) \| \| \| \| \| \| (Teleostei) (peste 26.000 specii) \| \| \| \| |
|             | [ (Semionotiformes) (7 specii)                                                                |
|             |                                                                                               |
|             | (Amiiformes) (1 specie)                                                                       |
|             |                                                                                               |
|             | (Teleostei) (peste 26.000 specii)                                                             |
|             |                                                                                               |

|  | (Amiiformes) (1 specie)           |
|  |                                   |
|  | (Teleostei) (peste 26.000 specii) |
|  |                                   |

|          | (Coelacanthimorpha) (2 specii)                                      |
|          |                                                                     |
| Choanata | \| \| (Dipnoi) (6 specii) \| \| \| \| \| \| (Tetrapoda) \| \| \| \| |
|          | \| \| (Dipnoi) (6 specii) \| \| \| \| \| \| (Tetrapoda) \| \| \| \| |
|          | (Dipnoi) (6 specii)                                                 |
|          |                                                                     |
|          | (Tetrapoda)                                                         |
|          |                                                                     |

|  | (Dipnoi) (6 specii) |
|  |                     |
|  | (Tetrapoda)         |
|  |                     |

| Halecostomi | \| \| (Amiiformes) (1 specie) \| \| \| \| \| \| (Teleostei) (peste 26.000 specii) \| \| \| \| |
|             | \| \| (Amiiformes) (1 specie) \| \| \| \| \| \| (Teleostei) (peste 26.000 specii) \| \| \| \| |
|             | [ (Semionotiformes) (7 specii)                                                                |
|             |                                                                                               |
|             | (Amiiformes) (1 specie)                                                                       |
|             |                                                                                               |
|             | (Teleostei) (peste 26.000 specii)                                                             |
|             |                                                                                               |

|  | (Amiiformes) (1 specie)           |
|  |                                   |
|  | (Teleostei) (peste 26.000 specii) |
|  |                                   |

| Halecostomi | \| \| (Amiiformes) (1 specie) \| \| \| \| \| \| (Teleostei) (peste 26.000 specii) \| \| \| \| |
|             | \| \| (Amiiformes) (1 specie) \| \| \| \| \| \| (Teleostei) (peste 26.000 specii) \| \| \| \| |
|             | [ (Semionotiformes) (7 specii)                                                                |
|             |                                                                                               |
|             | (Amiiformes) (1 specie)                                                                       |
|             |                                                                                               |
|             | (Teleostei) (peste 26.000 specii)                                                             |
|             |                                                                                               |

|  | (Amiiformes) (1 specie)           |
|  |                                   |
|  | (Teleostei) (peste 26.000 specii) |
|  |                                   |

| Halecostomi | \| \| (Amiiformes) (1 specie) \| \| \| \| \| \| (Teleostei) (peste 26.000 specii) \| \| \| \| |
|             | \| \| (Amiiformes) (1 specie) \| \| \| \| \| \| (Teleostei) (peste 26.000 specii) \| \| \| \| |
|             | [ (Semionotiformes) (7 specii)                                                                |
|             |                                                                                               |
|             | (Amiiformes) (1 specie)                                                                       |
|             |                                                                                               |
|             | (Teleostei) (peste 26.000 specii)                                                             |
|             |                                                                                               |

|  | (Amiiformes) (1 specie)           |
|  |                                   |
|  | (Teleostei) (peste 26.000 specii) |
|  |                                   |

| Halecostomi | \| \| (Amiiformes) (1 specie) \| \| \| \| \| \| (Teleostei) (peste 26.000 specii) \| \| \| \| |
|             | \| \| (Amiiformes) (1 specie) \| \| \| \| \| \| (Teleostei) (peste 26.000 specii) \| \| \| \| |
|             | [ (Semionotiformes) (7 specii)                                                                |
|             |                                                                                               |
|             | (Amiiformes) (1 specie)                                                                       |
|             |                                                                                               |
|             | (Teleostei) (peste 26.000 specii)                                                             |
|             |                                                                                               |

|  | (Amiiformes) (1 specie)           |
|  |                                   |
|  | (Teleostei) (peste 26.000 specii) |
|  |                                   |

## Clasificarea peștilor osoși după Joseph Nelson
Clasificarea peștilor osoși după Joseph Nelson, 2006
- Clasa ctinopterygii

- Subclasa Cladistia

- Ordinul Polypteriformes

- Familia Polypteridae

- Subclasa Chondrostei

- Ordinul Acipenseriformes

- Familia Acipenseridae
- Familia Polyodontidae

- Subclasa Neopterygii

- Ordinul Lepisosteiformes

- Familia Lepisosteidae

- Ordinul Amiiformes

- Familia Amiidae

- Diviziunea Teleostei

- Subdiviziunea Osteoglossomorpha

- Ordinul Hiodontiformes

- Familia Hiodontidae

- Ordinul Osteoglossiformes

- Familia Osteoglossidae
- Familia Notopteridae
- Familia Mormyridae
- Familia Gymnarchidae

- Subdiviziunea Elopomorpha

- Ordinul Elopiformes

- Familia Elopidae
- Familia Megalopidae

- Ordinul Albuliformes

- Subordinul Albuloidei

- Familia Albulidae

- Subordinul Notacanthoidei

- Familia Halosauridae
- Familia Notacanthidae

- Ordinul Anguilliformes

- Subordinul Anguilloidei

- Familia Anguillidae
- Familia Heterenchelyidae
- Familia Moringuidae

- Subordinul Muraenoidei

- Familia Chlopsidae
- Familia Myrocongridae
- Familia Muraenidae

- Subordinul Congroidei

- Familia Synaphobranchidae
- Familia Ophichthidae
- Familia Colocongridae
- Familia Derichthyidae
- Familia Muraenesocidae
- Familia Nemichthyidae
- Familia Congridae
- Familia Nettastomatidae
- Familia Serrivomeridae

- Ordinul Saccopharyngiformes

- Subordinul Cyematoidei

- Familia Cyematidae

- Subordinul Saccopharyngoidei

- Familia Saccopharyngidae
- Familia Eurypharyngidae
- Familia Monognathidae

- Subdiviziunea Ostarioclupeomorpha (= Otocephala)

- Supraordinul Clupeomorpha

- Ordinul Clupeiformes

- Subordinul Denticipitoidei

- Familia Denticipitidae

- Subordinul Clupeoidei

- Familia Pristigasteridae
- Familia Engraulidae
- Familia Chirocentridae
- Familia Clupeidae

- Supraordinul Ostariophysi

- Ordinul Gonorynchiformes

- Subordinul Chanoidei

- Familia Chanidae

- Subordinul Gonorynchoidei

- Familia Gonorynchidae

- Subordinul Knerioidei

- Familia Kneriidae
- Familia Phractolaemidae

- Ordinul Cypriniformes

- Familia Cyprinidae
- Familia Psilorhynchidae
- Familia Gyrinocheilidae
- Familia Catostomidae
- Familia Cobitidae
- Familia Balitoridae

- Ordinul Characiformes

- Subordinul Citharinoidei

- Familia Distichodontidae
- Familia Citharinidae

- Subordinul Characoidei

- Familia Parodontidae
- Familia Curimatidae
- Familia Prochilodontidae
- Familia Anostomidae
- Familia Chilodontidae
- Familia Crenuchidae
- Familia Hemiodontidae
- Familia Alestiidae
- Familia Gasteropelecidae
- Familia Characidae
- Familia Acestrorhynchidae
- Familia Cynodontidae
- Familia Erythrinidae
- Familia Lebiasinidae
- Familia Ctenoluciidae
- Familia Hepsetidae

- Ordinul Siluriformes

- Familia Diplomystidae
- Familia Cetopsidae
- Familia Amphiliidae
- Familia Trichomycteridae
- Familia Nematogenyidae
- Familia Callichthyidae
- Familia Scoloplacidae
- Familia Astroblepidae
- Familia Loricariidae
- Familia Amblycipitidae
- Familia Akysidae
- Familia Sisoridae
- Familia Erethistidae
- Familia Aspredinidae
- Familia Pseudopimelodidae
- Familia Heptapteridae
- Familia Cranoglanididae
- Familia Ictaluridae
- Familia Mochokidae
- Familia Doradidae
- Familia Auchenipteridae
- Familia Siluridae
- Familia Malapteruridae
- Familia Auchenoglanididae
- Familia Chacidae
- Familia Plotosidae
- Familia Clariidae
- Familia Heteropneustidae
- Familia Austroglanidae
- Familia Claroteidae
- Familia Ariidae
- Familia Schilbeidae (Schilbidae)
- Familia Pangasiidae
- Familia Bagridae
- Familia Pimelodidae

- Ordinul Gymnotiformes

- Subordinul Gymnotoidei

- Familia Gymnotidae

- Subordinul Sternopygoidei

- Familia Rhamphichthyidae
- Familia Hypopomidae
- Familia Sternopygidae
- Familia Apteronotidae

- Subdiviziunea Euteleostei

- Supraordinul Protacanthopterygii

- Ordinul Argentiniformes

- Subordinul Argentinoidei

- Familia Argentinidae
- Familia Opisthoproctidae
- Familia Microstomatidae

- Subordinul Alepocephaloidei

- Familia Platytroctidae
- Familia Bathylaconidae
- Familia Alepocephalidae

- Ordinul Osmeriformes

- Familia Osmeridae
- Familia Retropinnidae
- Familia Galaxiidae

- Ordinul Salmoniformes

- Familia Salmonidae

- Ordinul Esociformes

- Familia Esocidae
- Familia Umbridae

- Supraordinul Stenopterygii

- Ordinul Stomiiformes

- Familia Diplphidae

- Subordinul Gonostomatoidei

- Familia Gonostomatidae
- Familia Sternoptychidae

- Subordinul Phosichthyoidei

- Familia Phosichthyidae
- Familia Stomiidae

- Supraordinul Ateleopodomorpha

- Ordinul Ateleopodiformes

- Familia Ateleopodidae

- Supraordinul Cyclosquamata

- Ordinul Aulopiformes

- Subordinul Synodontoidei

- Familia Paraulopidae
- Familia Aulopidae
- Familia Pseudotrichonotidae
- Familia Synodontidae

- Subordinul Chlorophthalmoidei

- Familia Bathysauroididae
- Familia Chlorophthalmidae
- Familia Bathysauropsidae
- Familia Notosudidae
- Familia Ipnopidae

- Subordinul Alepisauroidei

- Familia Scopelarchidae
- Familia Evermannellidae
- Familia Alepisauridae
- Familia Paralepididae

- Subordinul Giganturoidei

- Familia Bathysauridae
- Familia Giganturidae

- Supraordinul Scopelomorpha

- Ordinul Myctophiformes

- Familia Neoscopelidae
- Familia Myctophidae

- Supraordinul Lampriomorpha

- Ordinul Lampriformes

- Familia Veliferidae
- Familia Lampridae
- Familia Stylephoridae
- Familia Lophotidae
- Familia Radiicephalidae
- Familia Trachipteridae
- Familia Regalecidae

- Supraordinul Polymixiomorpha

- Ordinul Polymixiiformes

- Familia Polymixiidae

- Supraordinul Paracanthopterygii

- Ordinul Percopsiformes

- Familia Percopsidae
- Familia Aphredoderidae
- Familia Amblyopsidae

- Ordinul Gadiformes

- Familia Muraenolepididae
- Familia Bregmacerotidae
- Familia Euclichthyidae
- Familia Macrouridae
- Familia Moridae
- Familia Melanonidae
- Familia Merlucciidae
- Familia Phycidae
- Familia Gadidae

- Ordinul Ophidiiformes

- Subordinul Ophidioidei

- Familia Carapidae
- Familia Ophidiidae

- Subordinul Bythitoidei

- Familia Bythitidae
- Familia Aphyonidae
- Familia Parabrotulidae

- Ordinul Batrachoidiformes

- Familia Batrachoididae

- Ordinul Lophiiformes

- Subordinul Lophioidei

- Familia Lophiidae

- Subordinul Antennarioidei

- Familia Antennariidae
- Familia Tetrabrachiidae
- Familia Lophichthyidae
- Familia Brachionichthyidae

- Subordinul Ogcocephalioidei

- Familia Chaunacidae
- Familia Ogcocephalidae
- Familia Caulophrynidae
- Familia Neoceratiidae
- Familia Melanocetidae
- Familia Himantolophidae
- Familia Diceratiidae
- Familia Oneirodidae
- Familia Thaumatichthyidae
- Familia Centrophrynidae
- Familia Ceratiidae
- Familia Gigantactinidae
- Familia Linophrynidae

- Supraordinul Acanthopterygii

- Seria Mugilomorpha

- Ordinul Mugiliformes

- Familia Mugilidae

- Seria Atherinomorpha

- Ordinul Atheriniformes

- Familia Atherinopsidae
- Familia Notocheiridae
- Familia Melanotaeniidae
- Familia Atherionidae
- Familia Phallostethidae
- Familia Atherinidae

- Ordinul Beloniformes

- Familia Adrianichthyidae
- Familia Exocoetidae
- Familia Hemiramphidae
- Familia Belonidae
- Familia Scomberesocidae

- Ordinul Cyprinodontiformes

- Familia Aplocheilidae
- Familia Nothobranchiidae
- Familia Rivulidae
- Familia Profundulidae
- Familia Goodeidae
- Familia Fundulidae
- Familia Valenciidae
- Familia Cyprinodontidae
- Familia Anablepidae
- Familia Poeciliidae

- Seria Percomorpha

- Ordinul Stephanoberyciformes

- Familia Melamphaidae
- Familia Stephanoberycidae
- Familia Hispidoberycidae
- Familia Gibberichthyidae
- Familia Rondeletiidae
- Familia Barbourisiidae
- Familia Cetomimidae
- Familia Mirapinnidae
- Familia Megalomycteridae

- Ordinul Beryciformes

- Subordinul Trachichthyoidei

- Familia Anoplogastridae
- Familia Diretmidae
- Familia Anomalopidae
- Familia Monocentridae
- Familia Trachichthyidae

- Subordinul Berycoidei

- Familia Berycidae

- Subordinul Holocentroidei

- Familia Holocentridae

- Ordinul Zeiformes

- Subordinul Cyttoidei

- Familia Cyttidae

- Subordinul Zeioidei

- Familia Oreosomatidae
- Familia Parazenidae
- Familia Zeniontidae (Zenionidae)
- Familia Grammicolepididae
- Familia Zeidae

- Ordinul Gasterosteiformes

- Subordinul Gasterosteoidei

- Familia Hypoptychidae
- Familia Aulorhynchidae
- Familia Gasterosteidae
- Familia Indostomidae

- Subordinul Syngnathoidei

- Familia Pegasidae
- Familia Solenostomidae
- Familia Syngnathidae
- Familia Aulostomidae
- Familia Fistulariidae
- Familia Macroramphosidae
- Familia Centriscidae

- Ordinul Synbranchiformes

- Subordinul Synbranchoidei

- Familia Synbranchidae

- Subordinul Mastacembeloidei

- Familia Chaudhuriidae
- Familia Mastacembelidae

- Ordinul Scorpaeniformes

- Subordinul Dactylopteroidei

- Familia Dactylopteridae

- Subordinul Scorpaenoidei

- Familia Scorpaenidae
- Familia Caracanthidae
- Familia Aploactinidae
- Familia Pataecidae
- Familia Gnathanacanthidae
- Familia Congiopodidae

- Subordinul Platycephaloidei

- Familia Triglidae
- Familia Peristediidae
- Familia Bembridae
- Familia Platycephalidae
- Familia Hoplichthyidae

- Subordinul Anoplopomatoidei

- Familia Anoplopomatidae

- Subordinul Hexagrammoidei

- Familia Hexagrammidae

- Subordinul Normanichthyiodei

- Familia Normanichthyidae

- Subordinul Cottoidei

- Familia Rhamphocottidae
- Familia Ereuniidae
- Familia Cottidae
- Familia Comephoridae
- Familia Abyssocottidae
- Familia Hemitripteridae
- Familia Agonidae
- Familia Psychrolutidae
- Familia Bathylutichthyidae
- Familia Cyclopteridae
- Familia Liparidae

- Ordinul Perciformes

- Subordinul Percoidei

- Familia Centropomidae
- Familia Ambassidae
- Familia Latidae
- Familia Moronidae
- Familia Percichthyidae
- Familia Perciliidae
- Familia Acropomatidae
- Familia Symphysanodontidae
- Familia Polyprionidae
- Familia Serranidae
- Familia Centrogeniidae
- Familia Ostracoberycidae
- Familia Callanthiidae
- Familia Pseudochromidae
- Familia Grammatidae
- Familia Plesiopidae
- Familia Notograptidae
- Familia Opistognathidae
- Familia Dinopercidae
- Familia Banjosidae
- Familia Centrarchidae
- Familia Percidae
- Familia Priacanthidae
- Familia Apogonidae
- Familia Epigonidae
- Familia Sillaginidae
- Familia Malacanthidae
- Familia Lactariidae
- Familia Dinolestidae
- Familia Scombropidae
- Familia Pomatomidae
- Familia Nematistiidae
- Familia Coryphaenidae
- Familia Rachycentridae
- Familia Echeneidae
- Familia Carangidae
- Familia Menidae
- Familia Leiognathidae
- Familia Bramidae
- Familia Caristiidae
- Familia Emmelichthyidae
- Familia Lutjanidae
- Familia Caesionidae
- Familia Lobotidae
- Familia Gerreidae
- Familia Haemulidae
- Familia Inermiidae
- Familia Nemipteridae
- Familia Lethrinidae
- Familia Sparidae
- Familia Centracanthidae
- Familia Polynemidae
- Familia Sciaenidae
- Familia Mullidae
- Familia Pempheridae
- Familia Glaucosomatidae
- Familia Leptobramidae
- Familia Bathyclupeidae
- Familia Monodactylidae
- Familia Toxotidae
- Familia Arripidae
- Familia Dichistiidae
- Familia Kyphosidae
- Familia Drepaneidae
- Familia Chaetodontidae
- Familia Pomacanthidae
- Familia Enoplosidae
- Familia Pentacerotidae
- Familia Nandidae
- Familia Polycentridae
- Familia Terapontidae
- Familia Kuhliidae
- Familia Oplegnathidae
- Familia Cirrhitidae
- Familia Chironemidae
- Familia Aplodactylidae
- Familia Cheilodactylidae
- Familia Latridae
- Familia Cepolidae

- Subordinul Elassomatoidei

- Familia Elassomatidae

- Subordinul Labroidei

- Familia Cichlidae
- Familia Embiotocidae
- Familia Pomacentridae
- Familia Labridae
- Familia Odacidae
- Familia Scaridae

- Subordinul Zoarcoidei

- Familia Bathymasteridae
- Familia Zoarcidae
- Familia Stichaeidae
- Familia Cryptacanthodidae
- Familia Pholidae
- Familia Anarhichadidae
- Familia Ptilichthyidae
- Familia Zaproridae
- Familia Scytalinidae

- Subordinul Notothenioidei

- Familia Bovichtidae
- Familia Pseudaphritidae
- Familia Eleginopidae
- Familia Nototheniidae
- Familia Harpagiferidae
- Familia Artedidraconidae
- Familia Bathydraconidae
- Familia Channichthyidae

- Subordinul Trachinoidei

- Familia Chiasmodontidae
- Familia Champsodontidae
- Familia Trichodontidae
- Familia Pinguipedidae
- Familia Cheimarrhichthyidae
- Familia Trichonotidae
- Familia Creediidae
- Familia Percophidae
- Familia Leptoscopidae
- Familia Ammodytidae
- Familia Trachinidae
- Familia Uranoscopidae

- Subordinul Pholidichthyoidei

- Familia Pholidichthyidae

- Subordinul Blennioidei

- Familia Tripterygiidae
- Familia Dactyloscopidae
- Familia Blenniidae
- Familia Clinidae
- Familia Labrisomidae
- Familia Chaenopsidae

- Subordinul Icosteoidei

- Familia Icosteidae

- Subordinul Gobiesocoidei

- Familia Gobiesocidae

- Subordinul Callionymoidei

- Familia Callionymidae
- Familia Draconettidae

- Subordinul Gobioidei

- Familia Rhyacichthyidae
- Familia Odontobutidae
- Familia Eleotridae
- Familia Xenisthmidae
- Familia Kraemeriidae
- Familia Gobiidae
- Familia Microdesmidae
- Familia Ptereleotridae
- Familia Schindleriidae

- Subordinul Kurtoidei

- Familia Kurtidae

- Subordinul Acanthuroidei

- Familia Ephippidae
- Familia Scatophagidae
- Familia Siganidae
- Familia Luvaridae
- Familia Zanclidae
- Familia Acanthuridae

- Subordinul Scombrolabracoidei

- Familia Scombrolabracidae

- Subordinul Scombroidei

- Familia Sphyraenidae
- Familia Gempylidae
- Familia Trichiuridae
- Familia Scombridae
- Familia Xiphiidae
- Familia Istiophoridae

- Subordinul Stromateoidei

- Familia Amarsipidae
- Familia Centrolophidae
- Familia Nomeidae
- Familia Ariommatidae
- Familia Tetragonuridae
- Familia Stromateidae

- Subordinul Anabantoidei

- Familia Anabantidae
- Familia Helostomatidae
- Familia Osphronemidae

- Subordinul Channoidei

- Familia Channidae
- Familia Caproidae

- Ordinul Pleuronectiformes

- Subordinul Psettodoidei

- Familia Psettodidae

- Subordinul Pleuronectoidei

- Familia Citharidae
- Familia Scophthalmidae
- Familia Paralichthyidae
- Familia Pleuronectidae
- Familia Bothidae
- Familia Paralichthodidae
- Familia Poecilopsettidae
- Familia Rhombosoleidae
- Familia Achiropsettidae
- Familia Samaridae
- Familia Achiridae
- Familia Soleidae
- Familia Cynoglossidae

- Ordinul Tetraodontiformes

- Subordinul Triacanthodoidei

- Familia Triacanthodidae

- Subordinul Balistoidei

- Familia Triacanthidae
- Familia Balistidae
- Familia Monacanthidae
- Familia Ostraciidae

- Subordinul Tetraodontoidei

- Familia Triodontidae
- Familia Tetraodontidae
- Familia Diodontidae
- Familia Molidae

- Clasa Sarcopterygii

- Subclasa Coelacanthimorpha

- Ordinul Coelacanthiformes

- Familia Latimeriidae

- Subclasa Dipnotetrapodomorpha

- Ordinul Ceratodontiformes

- Familia Ceratodontidae
- Familia Lepidosirenidae
- Familia Protopteridae